# Астильба
Асти́льба, или Астильбе (лат. Astilbe) — род многолетних растений семейства Камнеломковые (Saxifragaceae). Некоторые виды известны как «ложная спирея» или «ложный козлобородник».
Название растения произошло от слияния двух слов: «а» — без, «стильбе» — блеск (шотландский ботаник лорд Гамильтон, описывая новый вид растений, отметил, что соцветия и листья у них без блеска). В русском языке название растения встречается как в форме «астильбе» (не склоняется), так и в форме «астильба». Хотя в некоторых источниках слово «астильбе» рекомендуется использовать в среднем роде, в ботанической литературе его используют в женском роде: например, Астильбе китайская.

## Распространение и экология
В диком виде встречается в Восточной Азии, Японии, Северной Америке. В России (Дальний Восток, остров Кунашир) произрастает два вида.
Представители рода встречаются в широколиственных лесах, по берегам ручьёв, в топких местах, где летом сохраняется влага. Под слоем снега растения хорошо переносят зиму, в Канаде астильбе встречается на территориях, на которых температура опускается до −37 °C.

## Ботаническое описание
Многолетнее травянистое растение с отмирающей на зиму надземной частью. Стебель прямостоячий, высота в зависимости от вида — от 8 до 200 см.
Многочисленные прикорневые листья на длинных черешках, дважды или трижды перистые, реже простые, тёмно-зелёные или красновато-зелёные, зубчатые.
Цветки мелкие, белые, розовые, сиреневые, красные или пурпурные, собраны в верхушечные соцветия — метёлки различной длины. Цветут в июне — июле.
Плод — коробочка. В 1 грамме до 20000 семян.

## Виды
По информации базы данных The Plant List, род включает 25 видов:
- Astilbe × amabilis H.Hara
- Astilbe apoensis Hallier f.
- Astilbe biternata (Vent.) Britton
- Astilbe crenatiloba (Britton) Small
- Astilbe formosa (Nakai) Nakai
- Astilbe glaberrima Nakai
- Astilbe grandis Stapf ex E.H.Wilson
- Astilbe hachijoensis Nakai
- Astilbe japonica (C.Morren & Decne.) A.Gray
- Astilbe khasiana Hallier f.
- Astilbe longicarpa (Hayata) Hayata
- Astilbe longipilosa Gilli
- Astilbe macrocarpa Knoll
- Astilbe macroflora Hayata
- Astilbe microphylla Knoll
- Astilbe okuyamae H.Hara
- Astilbe papuana Schltr.
- Astilbe philippinensis L.Henry
- Astilbe × photeinophylla Koidz.
- Astilbe platyphylla H.Boissieu
- Astilbe rivularis Buch.-Ham. ex D.Don
- Astilbe rubra Hook.f. & Thomson [syn. Astilbe chinensis (Maxim.) Franch. & Sav. — Астильба китайская]
- Astilbe shikokiana Nakai
- Astilbe simplicifolia Makino
- Astilbe thunbergii (Siebold & Zucc.) Miq. — Астильба Тунберга